# Krisztina Medveczky
Krisztina Medveczky (n. 14 aprilie 1958, Budapesta, Republica Populară Ungară) este o gimnastă artistică maghiară retrasă, medaliată cu bronz la Jocurile Olimpice de vară din 1972, medaliată cu bronz la Campionatul Mondial de Gimnastică Artistică din 1974.
A concurat la Jocurile Olimpice de vară din 1972 de la München și Jocurile Olimpice de vară din 1976 de la Montreal în toate probele de gimnastică artistică și a terminat pe locul al treilea și respectiv al patrulea în competiția pe echipe. Cel mai bun rezultat individual al ei a fost locul 9 la bârnă la Jocurile Olimpice de vară din 1972. A fost cel mai tânăr dintre toți jucătorii olimpici, având abia paisprezece ani.
La Campionatul Mondial de Gimnastică Artistică din 1974 s-a clasat pe locul 3, după Uniunea Sovietică (aur) și Republica Democrată Germană (argint), alături de colegele ei: Ágnes Bánfai , Mónika Császár, Zsuzsa Nagy, Zsuzsa Matulai și Marta Egervari.
După Jocurile Olimpice de vară din 1976 de la Montreal, ea și-a întâlnit viitorul soț, profesor la universitate și chimist în domeniul farmaceutic. În 1986, soțul ei a primit o bursă în Londra, astfel încât familia s-a mutat acolo. Din 1998, locuiesc la Brisbane, în Australia. Cei doi au trei fiice, Adrienn, Alexandra și Bettina.

## Vezi și
- Lista medaliaților olimpici la gimnastică (femei)

## Legături externe
- hu Krisztina Medveczky la Magyar Olimpiai Bizottság (Comitetul Olimpic Maghiar)
- en Krisztina Medveczky la Olympedia.org